# 長崎空港

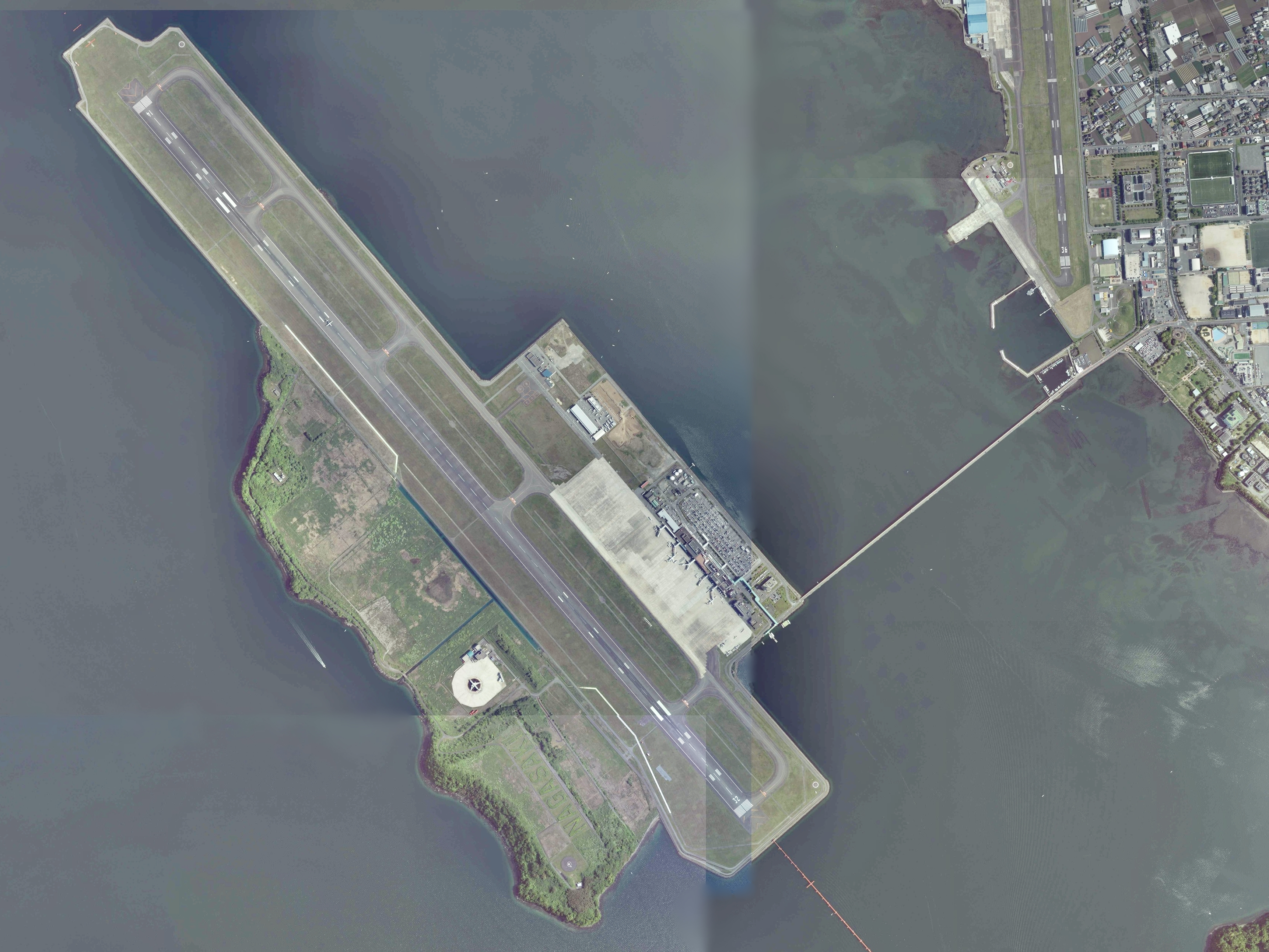
長崎空港の空中写真（2014年）

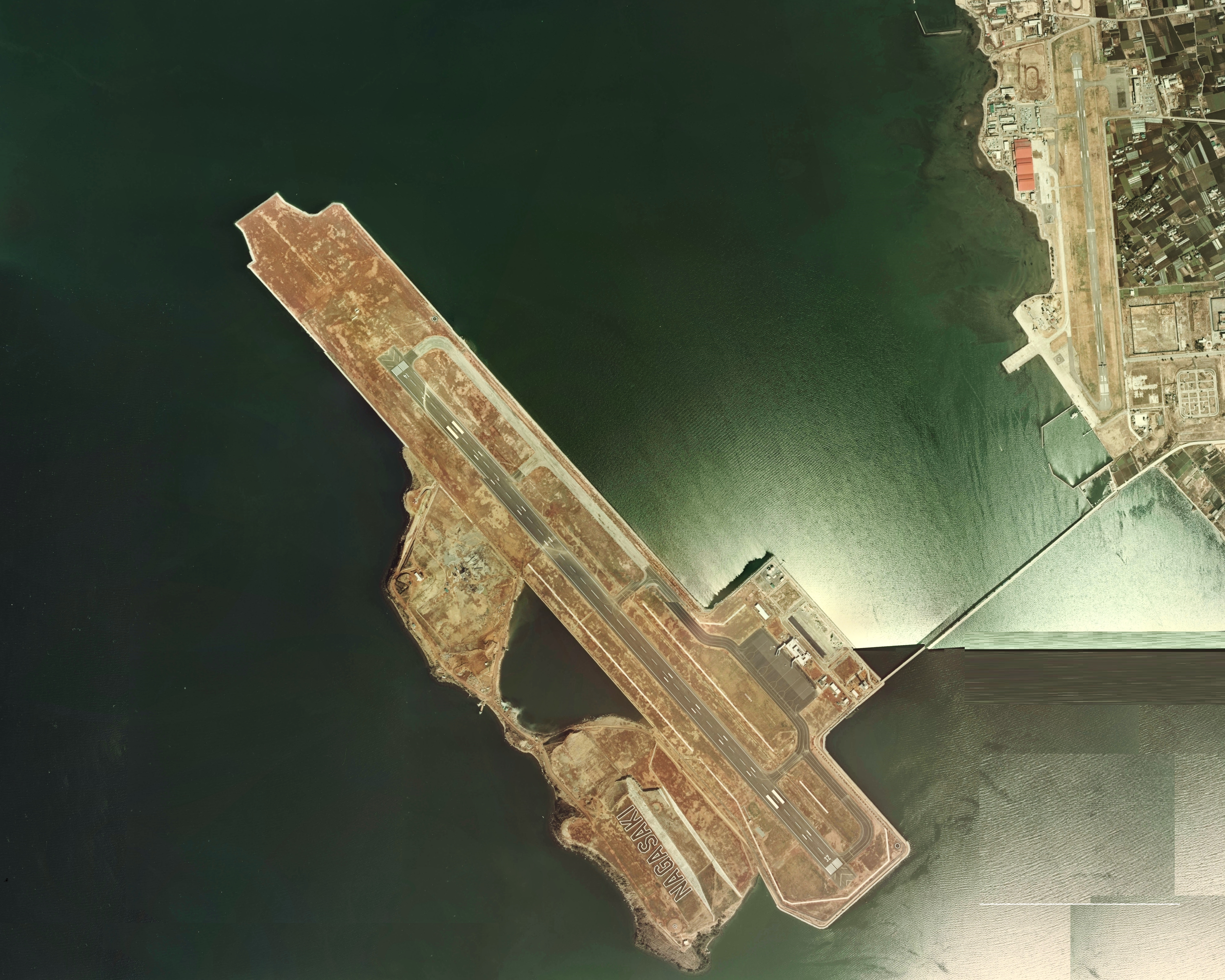
開港前年（1974年）工事中の長崎空港の空中写真。切土斜面にNAGASAKIの文字が見える。右上が現・大村航空基地。

長崎空港（ながさきくうこう、英: Nagasaki Airport、IATA: NGS, ICAO: RJFU）は、長崎県大村市にある空港。空港法では第4条第1項第6号に該当する空港として政令で定める空港（国管理空港）に区分されている。

## 概要

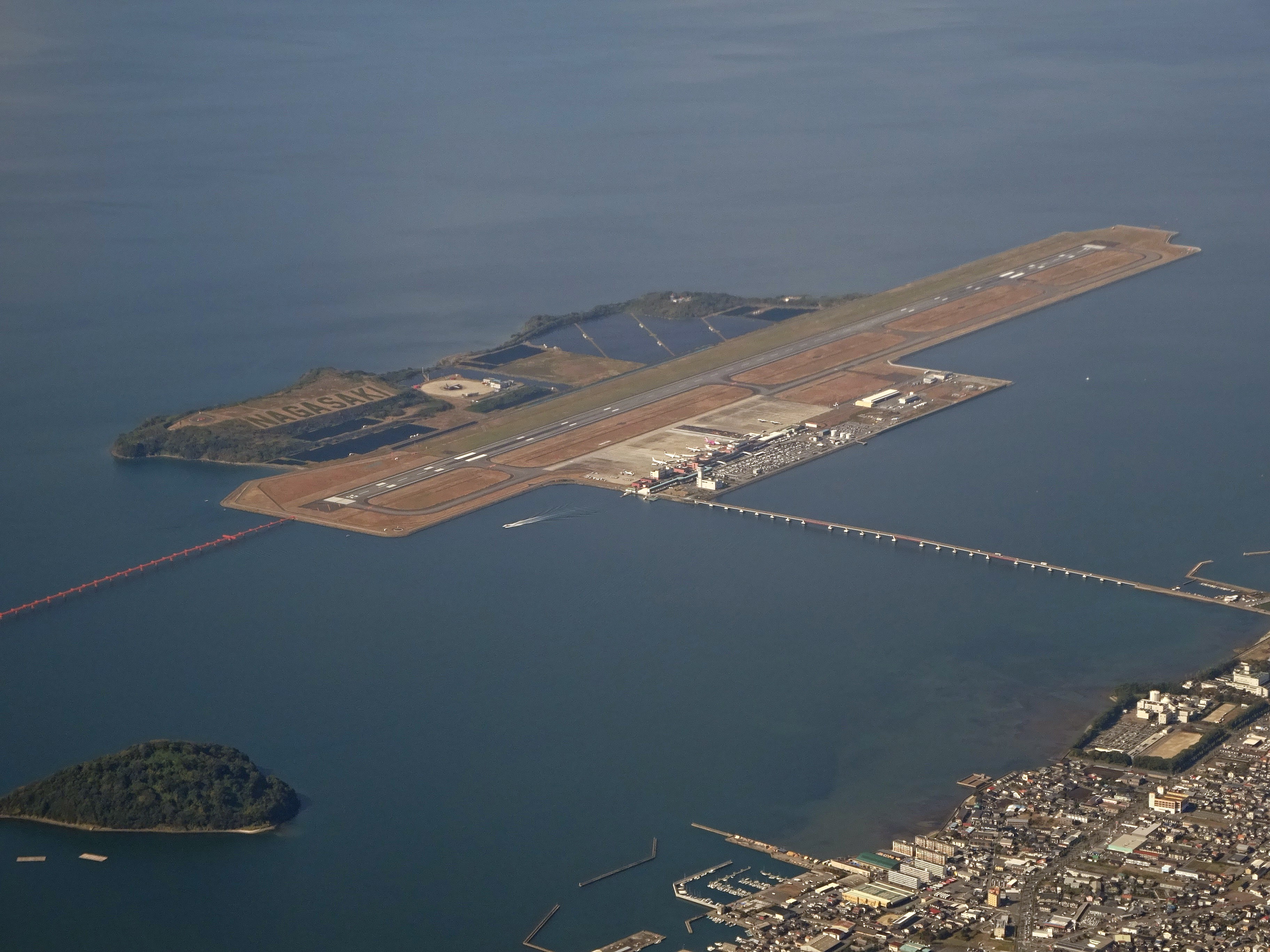
長崎空港空撮（2021年）

大村湾のほぼ中程、海岸から約2kmに浮かぶ箕島全域を開発することで、1975年5月1日に世界初の本格的な海上空港として開業した。空港自体が大村湾の沖合に位置するため、対岸への騒音による公害は少なく、環境面でも有効な位置関係である。国土交通省が設置管理し、ターミナルビルの運営は長崎空港ビルディング株式会社（コーポレートブランド:NABIC（ナビック）、Nagasaki Airport Building International Corporationの略）が行っている。
空港西側にある丘陵の花文字山には滑走路側の切土斜面に約5万本のツツジ及びサツキでNAGASAKIの文字が施されており、空港のシンボルとなっている。また、超音速旅客機のコンコルドが飛来したことのある日本の数少ない空港の1つである。
箕島の対岸、大村市今津町に位置する大村飛行場とそれに付随する施設は、長崎空港供用以前の旧大村空港の跡地である。長崎空港供用後も運輸省（後に国土交通省）が管理し、旧大村空港の滑走路(18 / 36) をA滑走路、箕島に建設された新滑走路 (14 / 32) をB滑走路と呼んだ。A滑走路地区には大村空港の時代から海上自衛隊大村航空基地が所在し、第22航空群等が使用していたが、2011年に国土交通省から防衛省に移管され、正式名称も「大村飛行場」となった。海上自衛隊のほかに長崎県防災航空隊、長崎県警察航空隊も大村飛行場を使用している。また、A滑走路とB滑走路の間には大村飛行場が所管するUS-1/US-2飛行艇の離着水用の水域（シードローム）が設定されている。
羽田ー長崎線は観光客、ビジネス客ともに需要が高く、国内線でも上位に入る利用客数の多さである。かつてはボーイング747、トライスター、DC-10、現在ではボーイング777、ボーイング787などのワイドボディ機も投入されている。また、1996年には日本エアシステムのMD-90の初便就航路線となったほか、全日空のボーイング767-300やボーイング747-400Dが初便就航当日に投入された路線でもある。なお、開港当初から1990年代頃までは、伊丹ー長崎線にもトライスター、ボーイング777などの大型機が投入されていたが、現在は羽田空港発着枠増などもあって、ボーイング737などの小型機による高頻度運航がメインとなっている。
長崎の歴史的、地理的な背景もあり、地方空港としては珍しく、1979年（昭和54年）9月1日に初の国際定期便として上海、1989年（昭和63年）12月にソウルへの国際定期便が就航した。また、九州の空港で唯一FAZ（輸入促進地域）にも指定されており、国際航空貨物の物流拠点としての飛躍が期待されている。
毎年5月1日に、有人島であった箕島から空港建設に伴い立ち退いた旧島民によって、慰霊祭が行われている。また、毎年9月頃には、空の日にちなんで花文字山や管制施設などの一般開放も実施されている。空港内に住み着いているタヌキが増加して航空機の離着陸の妨げになるとして問題となっており、2012年に電気柵が設置された。また、空港敷地内でのタヌキへの餌付けが禁止されており、看板で注意を呼び掛けている。
長崎空港は2025年5月1日に開港50周年を迎え、記念セレモニーが開催された。

## 統計

### 利用者数
元のウィキデータクエリを参照してください.

年間利用客数は、国内2,932,086人、国際76,513人（2014年度）。

#### 国内線統計
| 行先         | 旅客数    | 国内線順位 |
| ------------ | --------- | ---------- |
| 東京国際空港 | 約161万人 | 上位10位   |

## 歴史
- 1955年 - 旧海軍施設を利用して大村空港が発足[1]。
- 1959年2月16日 - 長崎空港ビルディング株式会社設立。
- 1960年 - 空港整備法の第2種空港に指定。大村空港供用開始[1]。
- 1971年 - 海上空港として埋立地の造成工事開始[3]。
- 1975年5月1日 - B滑走路供用開始。長崎空港に名称変更[1]。世界初の海上空港となる。
- 1980年 - B滑走路を3,000mに延伸[3]。
- 1990年9月2日 - 「'90長崎旅博覧会」のイベントとして、コンコルドが飛来[注釈 6][注釈 7]。
- 2008年12月1日 - ターミナルビルをリニューアルオープン。
- 2011年 - A滑走路を防衛省に移管し、「大村飛行場」として長崎空港から分割[4]。
- 2016年10月6日 - 開業からの乗降旅客数が1億人を突破[9]。
- 2025年12月 - 長崎進入管制区を廃止し、進入・ターミナルレーダー管制を福岡空港事務所に移管予定[10]。

## 施設

### 旅客ターミナル

#### 建築概要
- 構造 - 鉄筋コンクリート
- 規模 - 2階建（一部3階）、長さ263m、幅員39m
- 総床面積 - 23,604平方メートル
- 竣工 - 第1期工事1975年3月から第5期工事1993年7月
- 設備 - ボーディングブリッジは5基設置されており、うち1基は大型機用のダブルボーディングブリッジ。

#### フロア構成
1F
- 国内線到着ロビー
  - 手荷物受取所
- 国内線搭乗手続カウンター
- 国際線到着ロビー
  - 税関
  - 手荷物受取所
- 国際線搭乗手続カウンター

2F
- 国内線出発ロビー
  - 特別待合室
  - 団体待合室
  - ビジネスラウンジ「アザレア」（カードラウンジ）
- ショッピングモール
- 国際線出発ロビー

3F
- 展望デッキ

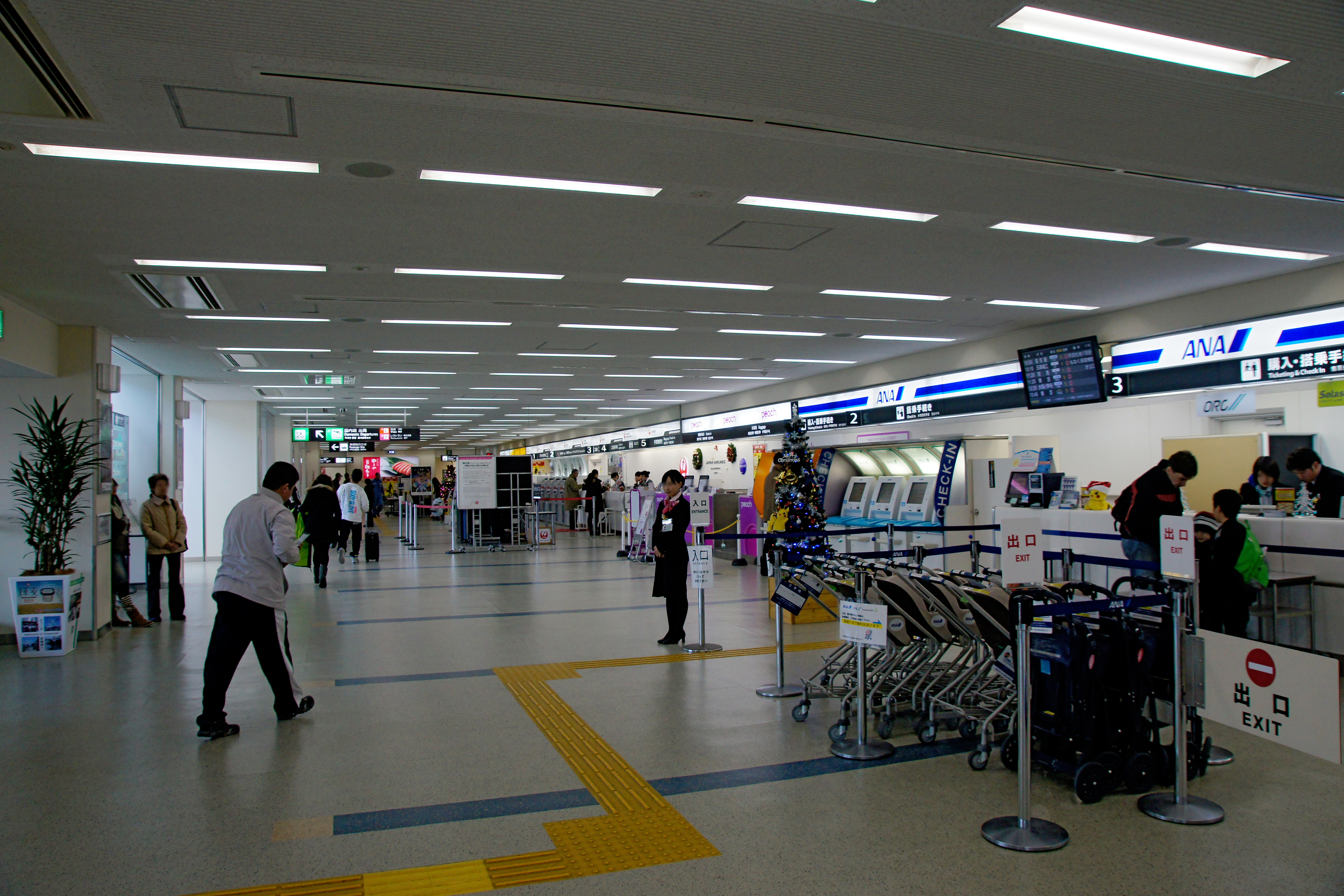
国内線搭乗手続きカウンター
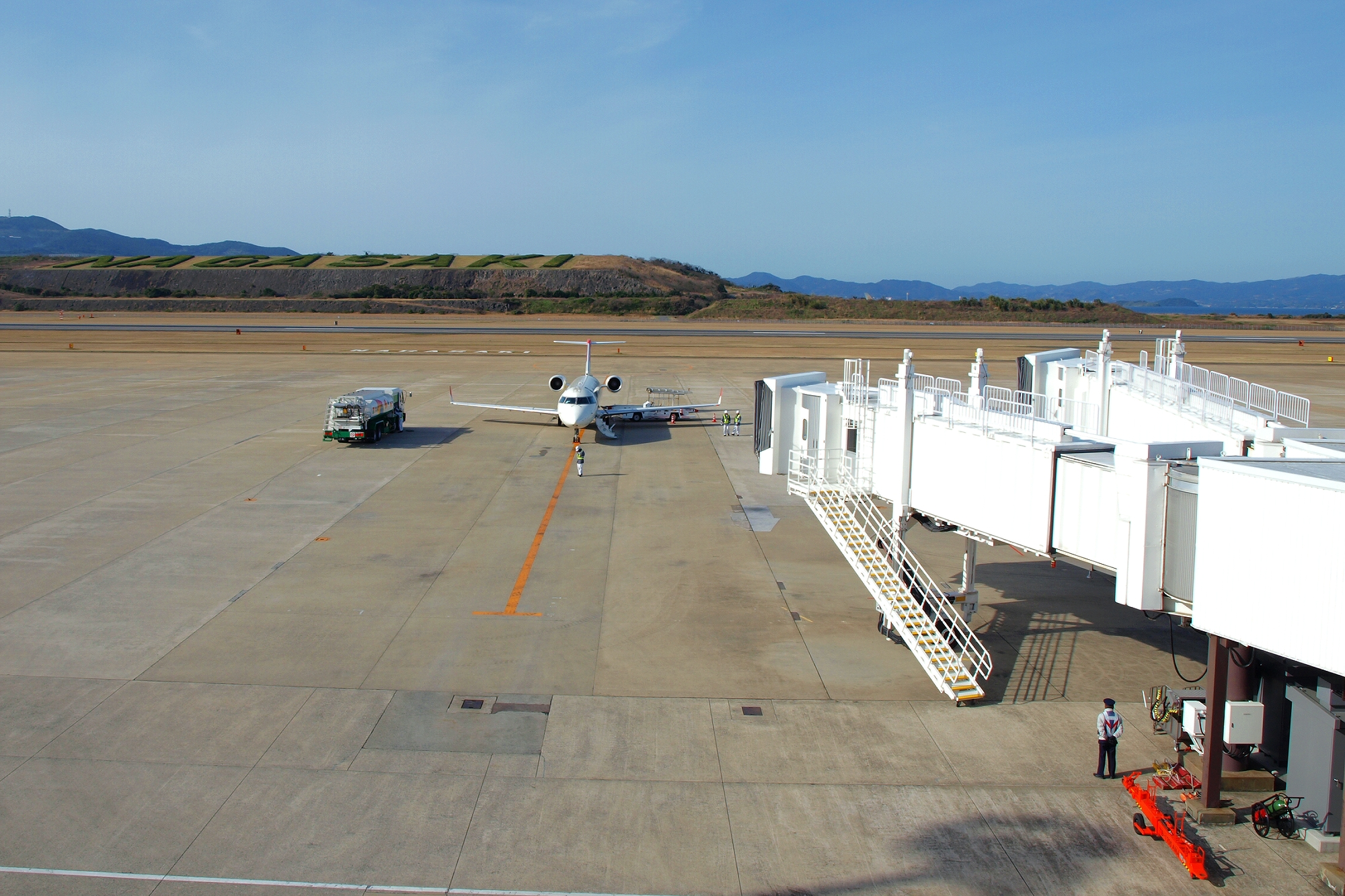
展望デッキから南西を望む。奥の丘陵に花文字が見て取れる。
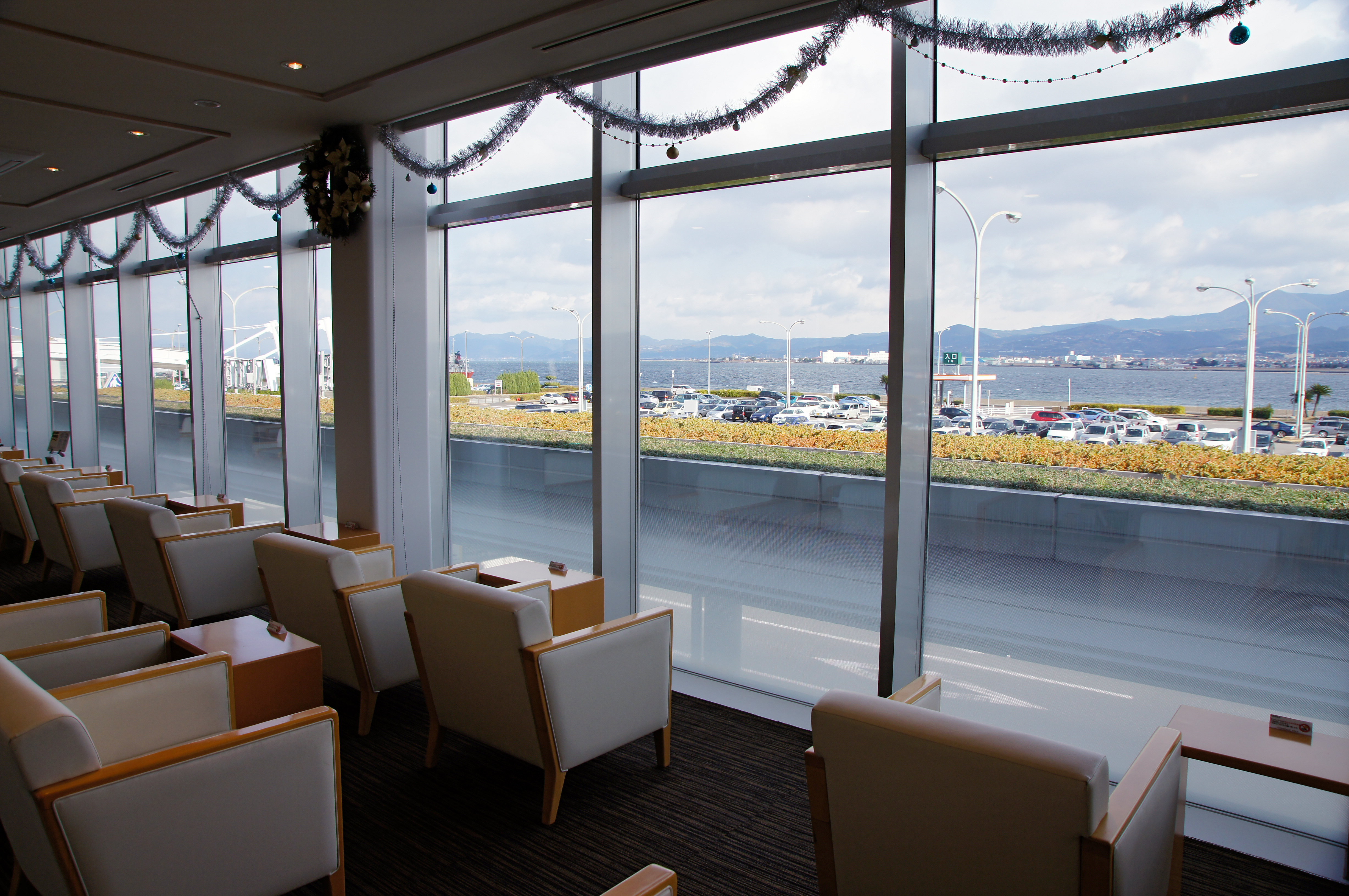
ビジネスラウンジ「アザレア」
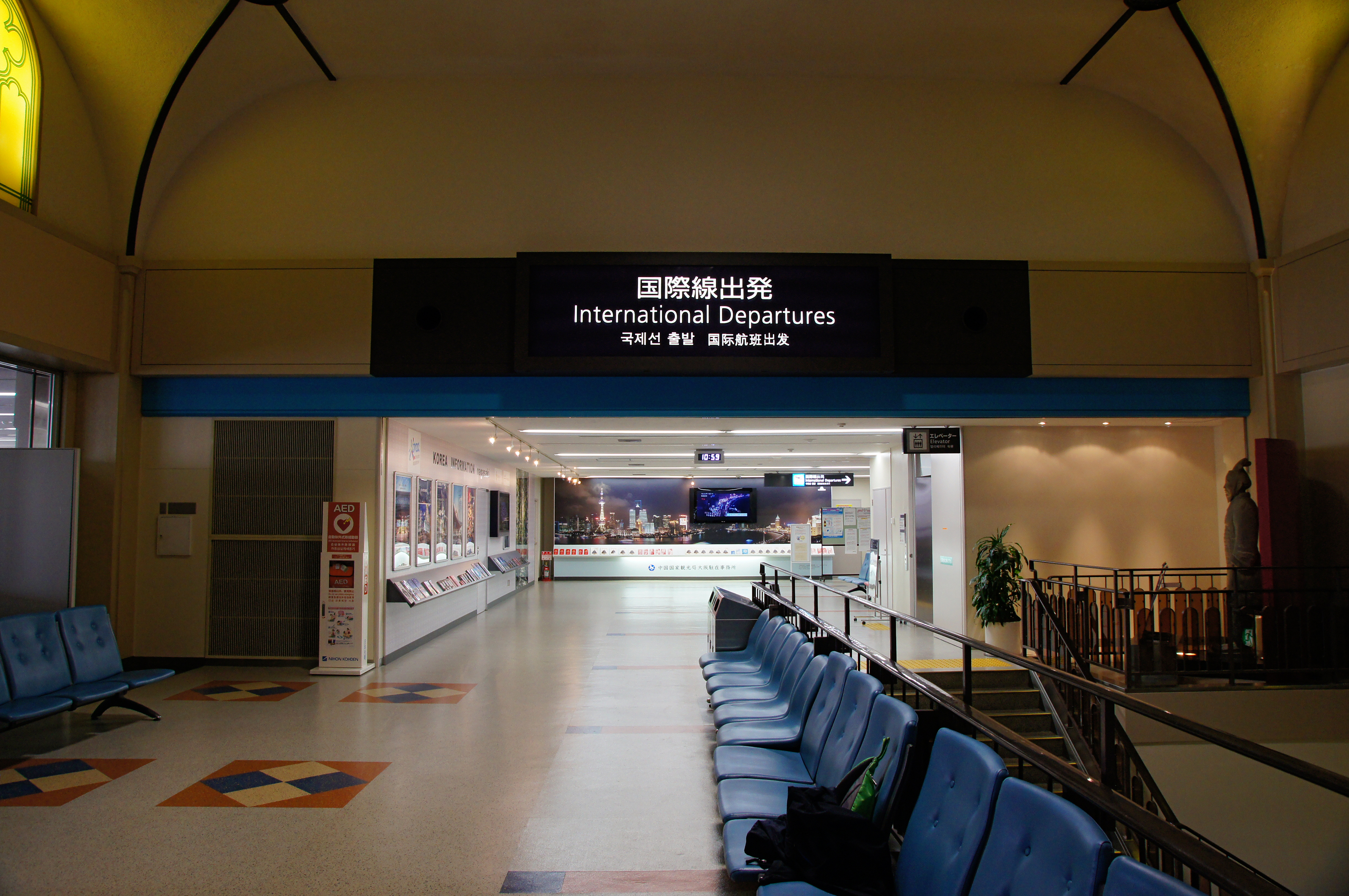
国際線出発口

### 航空管制塔

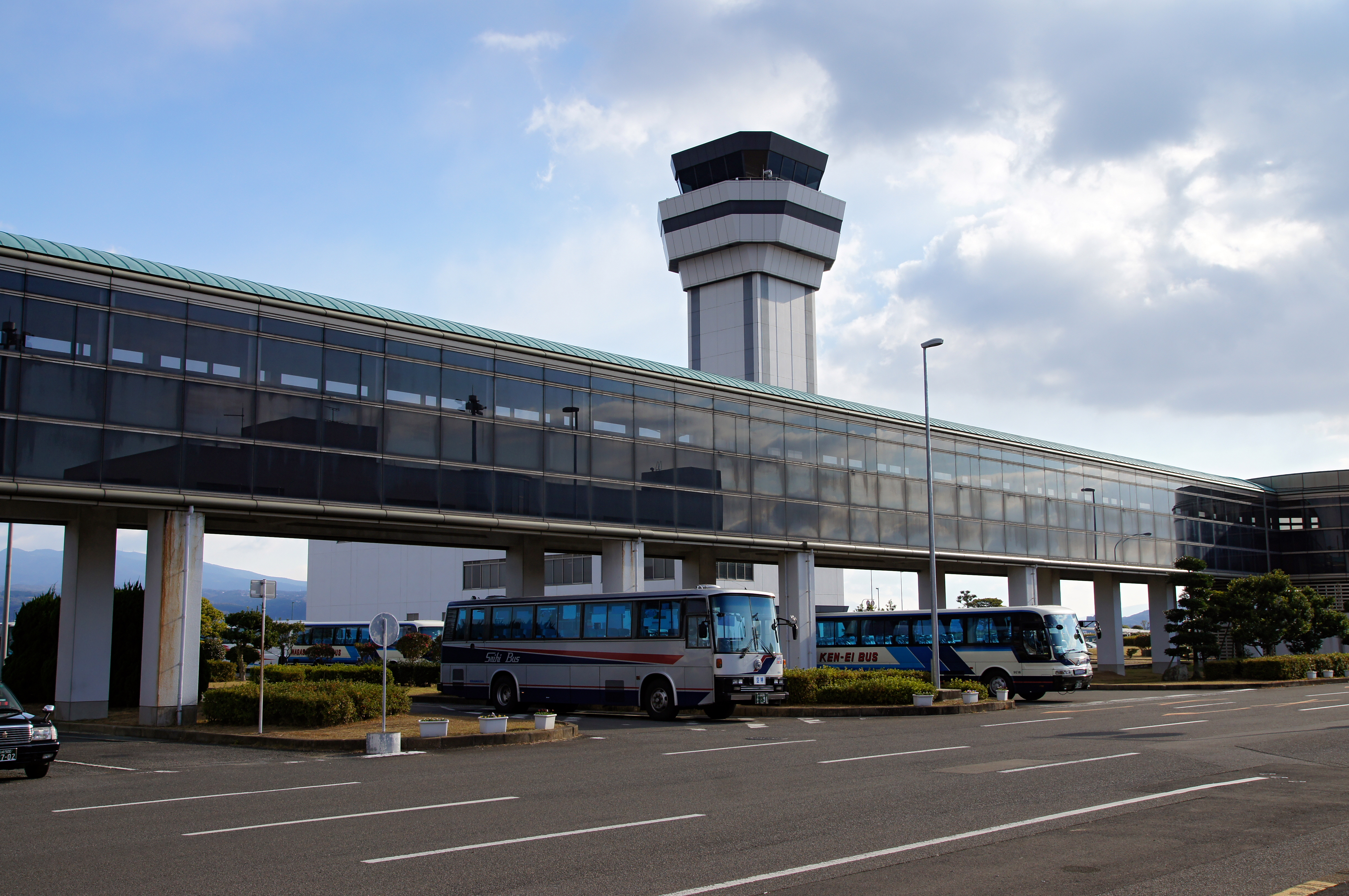
管制塔

航空管制は、国土交通省が実施している。海上自衛隊は自隊の航空機に対して大村側の地上走行のみの管制を行っている。TCAは、2007年7月1日より運用開始。また、夜間帯は福岡FCSからのリモート管制を受ける。
航空保安無線施設の保守は、国交省大阪航空局長崎空港事務所航空管制技術官が担当する。

## 拠点・焦点都市としている航空会社
1社の航空会社がこの空港をハブ空港（拠点都市）もしくは焦点都市として運航している。
- オリエンタルエアブリッジ

## 就航路線

### 国内線

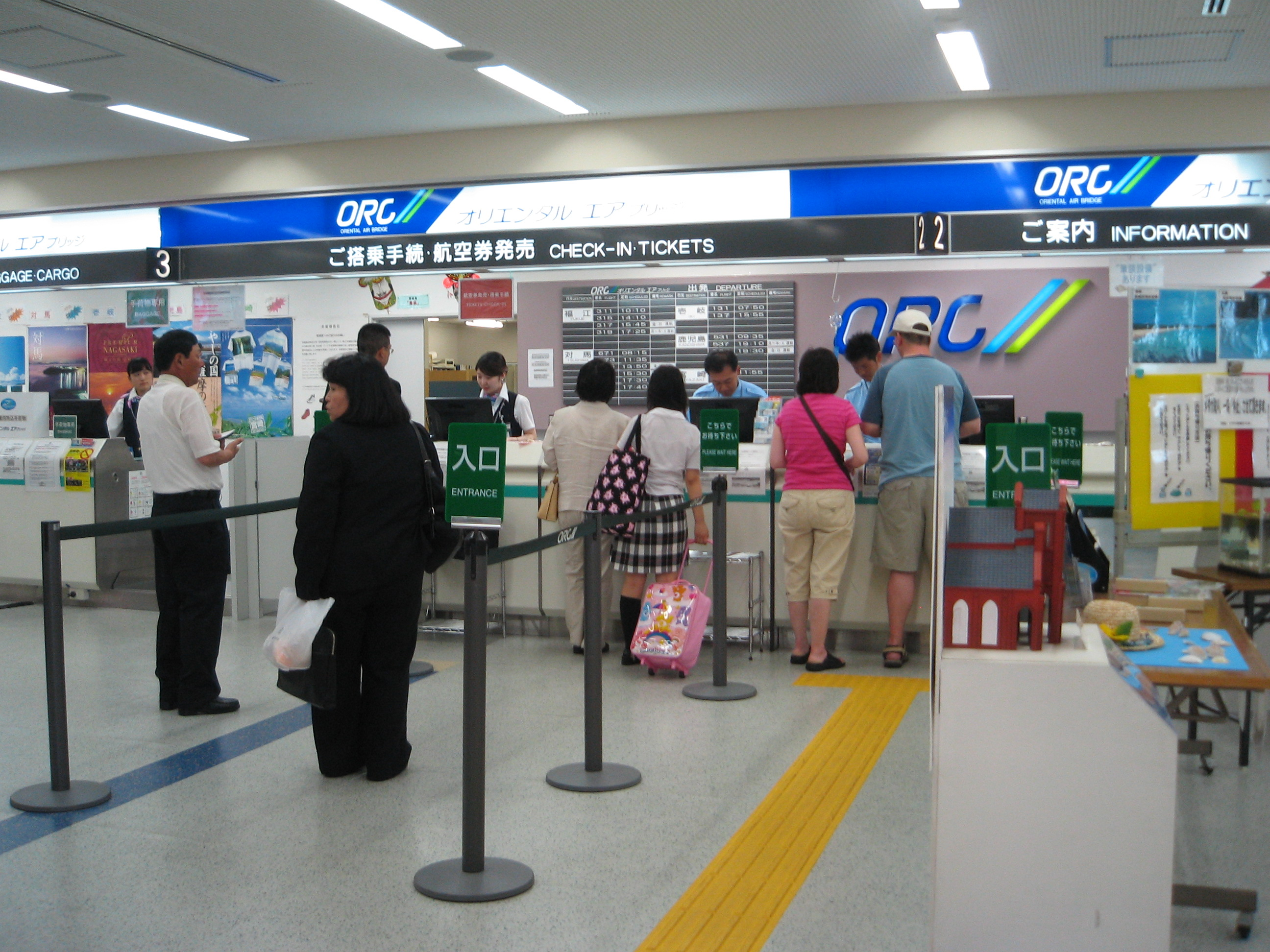
オリエンタルエアブリッジのカウンター

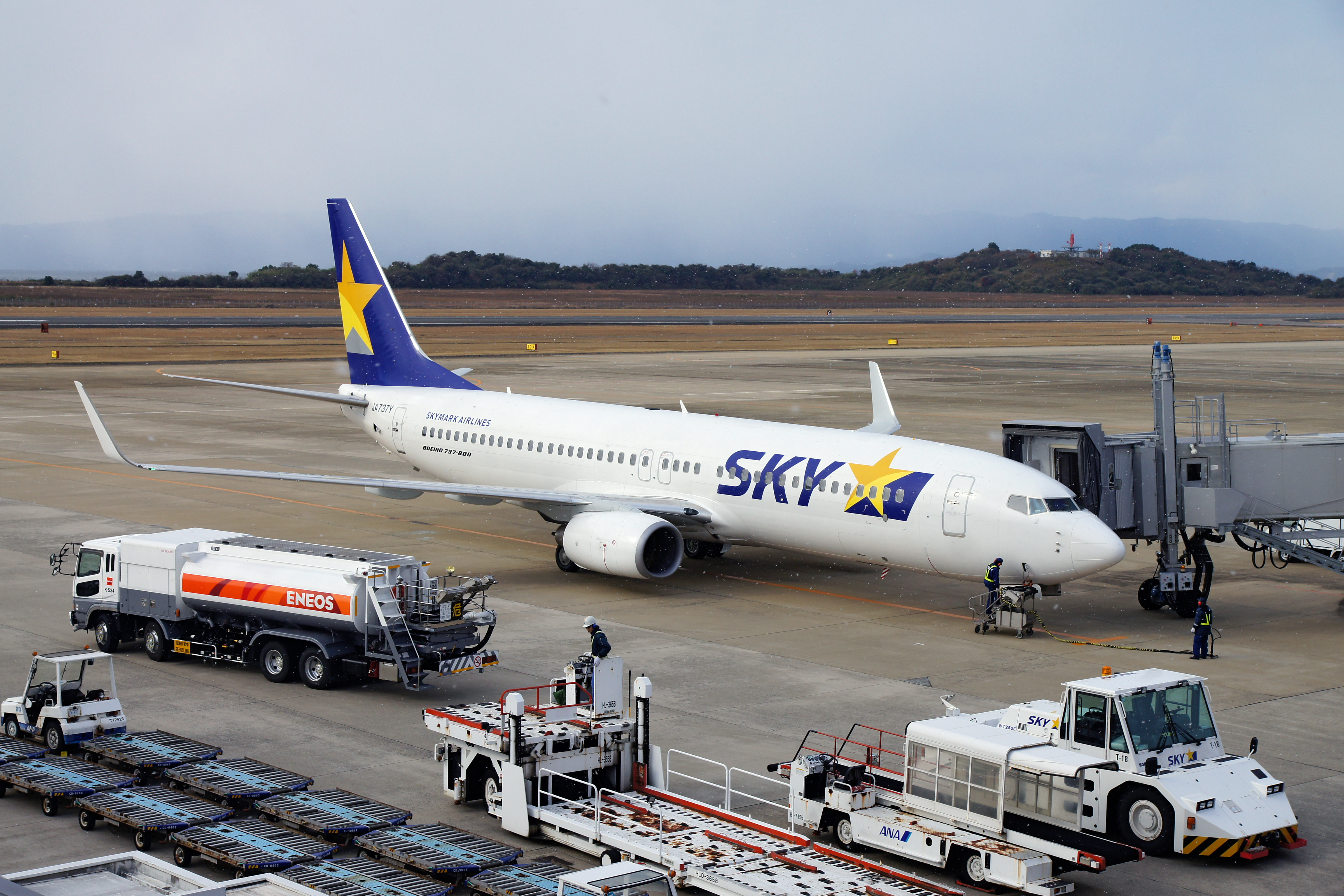
エプロンのスカイマーク機

| 航空会社                        | 就航地                            |
| ------------------------------- | --------------------------------- |
| 日本航空（JAL）                 | 東京/羽田、大阪/伊丹              |
| 全日本空輸（ANA）               | 東京/羽田、名古屋/中部、大阪/伊丹 |
| スカイマーク（SKY）             | 大阪/神戸                         |
| ソラシドエア（SNJ）             | 東京/羽田                         |
| ジェットスター・ジャパン（JJP） | 東京/成田                         |
| Peach Aviation（APJ）           | 大阪/関西                         |
| オリエンタルエアブリッジ（ORC） | 対馬、福江、壱岐                  |

かつての定期就航路線
- 新千歳空港[13]・名古屋飛行場・大分空港・宮崎空港・鹿児島空港・小値賀空港・上五島空港・那覇空港

### 国際線
| 航空会社           | 就航地      |
| ------------------ | ----------- |
| 中国東方航空（MU） | 上海/浦東   |
| 大韓航空(KE)       | ソウル/仁川 |
| チェジュ航空(7C)   | 務安        |

#### 運休・廃止した航空会社・路線
| 航空会社             | 就航地                       |
| -------------------- | ---------------------------- |
| ジンエアー           | 韓国・仁川国際空港（ソウル） |
| エアソウル           | 韓国・仁川国際空港（ソウル） |
| 香港エクスプレス航空 | 香港・香港国際空港           |

## 就航都市

### 国内線
- 関東：東京/羽田、東京/成田
- 東海：名古屋/中部
- 関西：大阪/伊丹、大阪/関西、大阪/神戸
- 県内：対馬、福江、壱岐
- 九州 : 沖縄/那覇 （現在運休中）

### 国際線
- 韓国：ソウル/仁川、務安
- 中国：上海/浦東

## 空港へのアクセス
海上空港のため交通手段は船または連絡橋に限定される。
長崎空港と対岸の大村市森園町は長崎県道38号長崎空港線の連絡橋である箕島大橋（長さ970メートル、幅員8.5メートル）によって結ばれている。橋には歩道も設置されており、徒歩で空港と対岸の行き来も可能である。
西九州新幹線・大村線の新大村駅と空港とのアクセスは、路線バスの佐世保・佐々方面発着便を利用して「新大村駅前」で乗降するか、路線バスの長崎駅発着便を利用して新大村駅近隣の「植松東」で乗降するかとなる。

### バス
- 長崎市方面

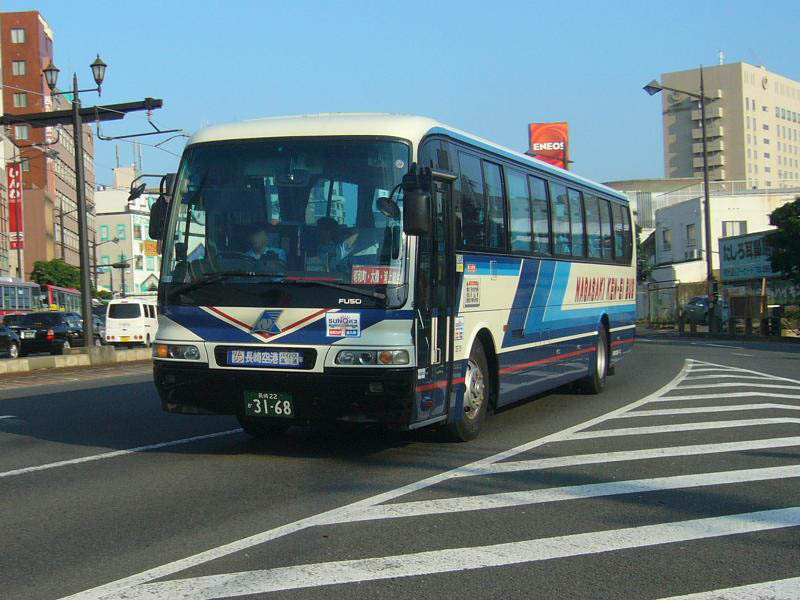
リムジンバス（長崎県交通局）

  - ココウォーク茂里町発着（長崎駅・長崎新地・出島道路経由）長崎県営バス・長崎バス共同運行
  - 長崎駅発着（浦上駅・大橋・長崎大学東門（旧・裏門）前・長崎バイパス経由）長崎県営バス運行
  - 長崎駅発着（浦上駅・大橋・長崎大学前・住吉・長崎バイパス経由）長崎県営バス運行
  - 運行ルート上の長崎自動車道等が通行規制されている場合は、新大村駅発着に変更した上で西九州新幹線への振替とする場合がある。
- 諫早市方面
  - 諫早ターミナル発着便（大村ターミナル経由）長崎県営バス運行
- 佐世保市方面（西肥バス運行）
  - [A8]【空港特急】長崎空港 - 試験場前 - 新大村駅前 - 彼杵本町 - 川棚バスセンター - ハウステンボス - 早岐田子の浦 - 卸本町入口 - 日宇駅前 - 藤原橋 - 佐世保駅前
  - [R9]【空港特急】長崎空港 - 試験場前 - 新大村駅前 - 彼杵本町 - 川棚バスセンター - ハウステンボス - 早岐田子の浦 - 卸本町入口 - 日宇駅前 - 藤原橋 - 佐世保駅前 - 松浦町国際通り - （西九州道） - 佐々バスセンター
- 島原市方面
  - 本諫早駅前発着便（諫早ターミナル経由）島鉄バス運行  ※本諫早駅で島鉄列車に乗り継ぎ。

### 乗合タクシー（ジャンボタクシー）
- 空港乗合タクシー共同事業体
  - 佐世保駅発着便（直行）
- おおむらかもめライナー
  - 長崎自動車道大村IC発着便（新大村駅経由）

### 船

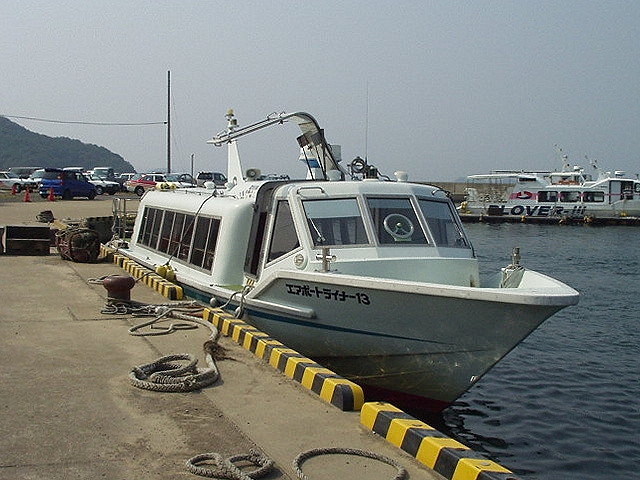
安田産業汽船 エアポートライナー13

空港ターミナル - 船着場間は約300メートルの連絡通路が設けられている。
- 安田産業汽船
  - 時津発着便
  - ハウステンボス発着便
    - ハウステンボス内の桟橋に発着するが、フリーゾーン内のため入園料は必要ない。

## 航空事故
- 2008年7月26日17時25分頃、個人所有の小型機（アエロスパシアル社製ソカタTB10型）が離陸直後、空港沖約300mの大村湾上に墜落。搭乗していた3人は救助されたが、その内1人は重体（2日後に死亡）。
- 2017年6月29日10時30分頃、崇城大学所有の操縦訓練用小型機（ビーチクラフト58）が車輪を出さないまま胴体着陸を行ない、同空港を3時間あまり閉鎖する事態が発生し、18便が欠航した。なお、乗員3名は無事であった[17]。